# 抽象構文
抽象構文（ちゅうしょうこうぶん。abstract syntax）とはデータ（特に通信路上のメッセージやコンパイル中のプログラム）の表現形式であり、マシン依存の構造やエンコーディングによらず、またデータの物理的な表現形式からも独立しているものである。
プログラミング言語処理系における内部表現は通常、典型的な抽象構文木である。抽象構文は「文」「式」「識別子」などの分類用語を用いた木構造により定められる。これはソースコードの構文（具象構文）から独立したものである（非常に近いものであることが多いが）。(具象)構文木と抽象構文木は似たものであるが、(具象)構文木（parse treeとも言う）は通常、括弧などのソースコード上は重要だが抽象構文木の構造には現れないものを含む。